# Schiffsmast

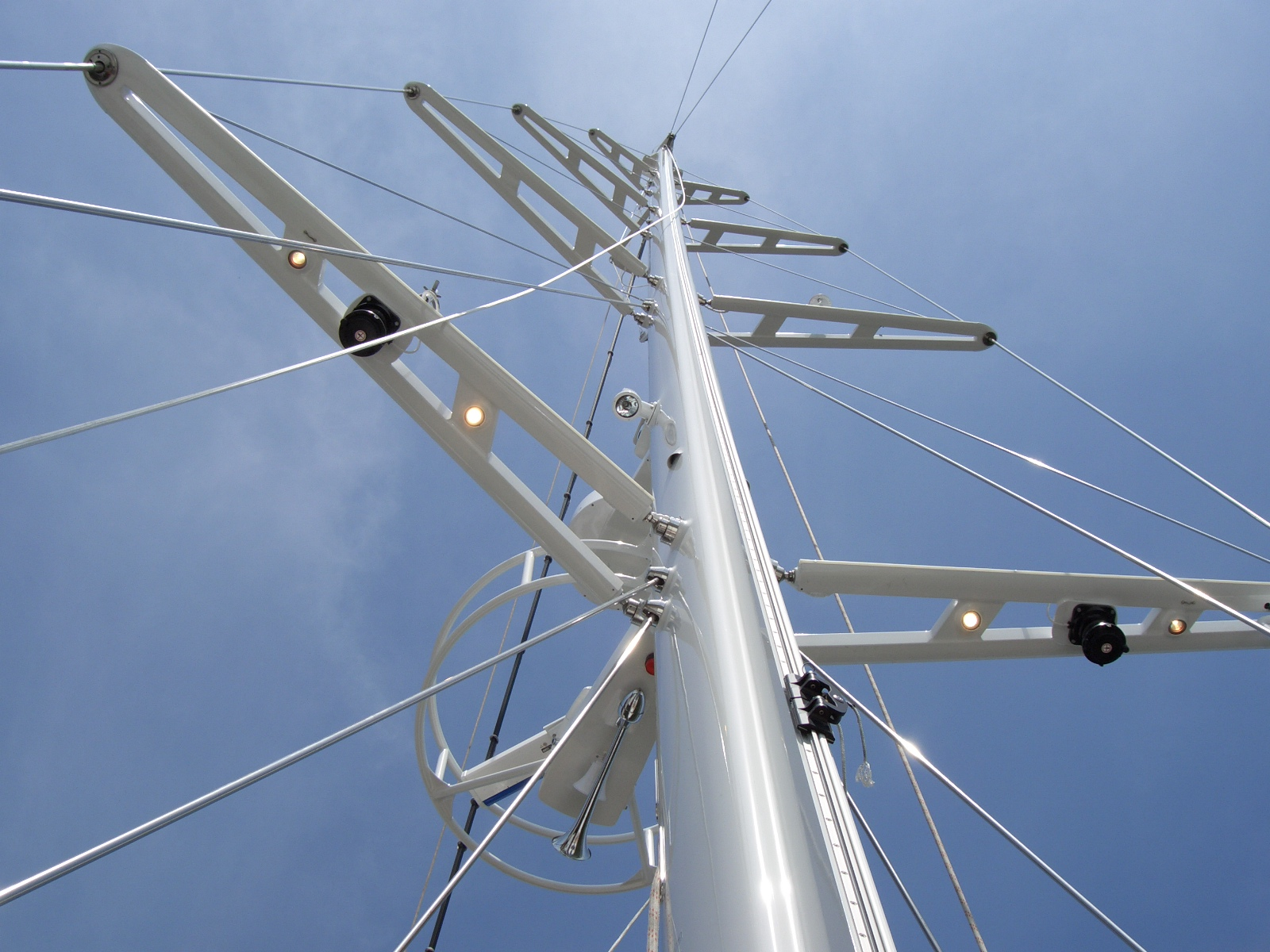
Yachtmast mit Salings

Als Schiffsmast bezeichnet man einen ganz oder annähernd vertikal auf Schiffen aufgestellten Mast aus Holz, Metall oder anderen festen Materialien. Masten dienten ursprünglich nur dem Tragen von Segeln und den für ihre Nutzung nötigen Beschlägen, später auch als Ausguck und als Träger diverser Schiffsteile, wie beispielsweise Funkantennen, Radarreflektoren, Positionslichter usw.
Siehe Hauptartikel Takelage und Riggtrimm

## Yachten

Segelanordnung der Sluptakelung

Die meisten Sportboote und Yachten sind slupgetakelt und besitzen damit einen einzelnen Mast, an dem zwei dreieckige Segel befestigt sind. Darüber hinaus gibt es auch ketsch-, yawl- und schonergetakelte Yachten, die heute allerdings nur noch selten gebaut werden.

### Ausführung und Herstellung
Früher waren die Masten aus Holz, ab dem 17. Jahrhundert meist aus Weisstanne. Heute werden sie vorwiegend aus Aluminium hergestellt, bei Regattaschiffen meist aus CFK („Kohlefaser“).
Wurden Holzmasten bis zum Anfang des 20. Jahrhunderts massiv gebaut, setzten sich danach hohle Holzprofile durch. Aluminium- und CFK-Masten sind stets als Hohlprofile gefertigt. Dadurch ergibt sich neben besserer Stabilität die Möglichkeit, Fallen und Kabel geschützt im Inneren des Mastes zu verlegen.
Profilmasten wirken durch ihren besonderen Querschnitt strömungsgünstig und teilweise als zusätzliche „Segelfläche“.
Neuerungen wie Gittermasten oder A-förmige Masten, die ohne Wanten aufgestellt werden, konnten sich weder für Fahrten- noch Regattaschiffe durchsetzen und blieben auf sehr vereinzelte Anwendungen bei Selbstbauern beschränkt.

### Befestigung
Der Mast steht entweder in der Mastspur auf dem Kiel und wird durch das Deck hindurchgeführt oder er steht direkt an Deck.
Im ersten Fall muss die Öffnung mit einem Mastkragen sauber verschlossen werden, sonst dringt Wasser in die Wohnräume ein. Wenn der Mast an Deck steht, muss er von unten auf den Kiel abgestützt werden, damit die auftretenden Lasten das Deck nicht durchbiegen. Praktisch jedes Segelschiff hat daher eine mehr oder weniger gut sichtbare vertikale Stütze durch die Kabine.
Üblicherweise werden Masten durch das Stehende Gut abgestützt, frei stehende Masten sind nur bei kleinen Jollen wie dem Laser üblich (eine Ausnahme bildet hier die Großyacht Maltese Falcon). Die Wanten ziehen den Mast mit einem mehrfachen von dessen Eigengewicht nach unten und verhindern so, dass er umkippt.

### Masttrimm
Beim Mast- oder Riggtrimm werden Stellung, Steifheit und Biegung des Mastes kontrolliert und verändert. Dies ist Teil des Segeltrimms und verändert die Segeleigenschaften des Schiffes. Zu den Trimmeinrichtungen am Mast gehören das Stehende Gut, aber auch die Großschot und der Niederholer wirken über den Baum auf den Masttrimm.

### Befestigung der Segel
Am Mast ist der Baum befestigt, drehbar gelagert durch den Lümmelbeschlag. Zwischen Baum und Mast wird das Großsegel gespannt. Das Großsegel wurde früher mit einer dünnen Leine am Mast befestigt oder mit dem Liektau in der Mast-Nut eingeführt. Heute wird das Segel mit Mastrutschern in einer Profil-Nut oder über kugelgelagerte Mastschlitten befestigt.

## Groß- und Arbeitssegler

Mastaufbau,
1 = Untermast
2 = Marsstenge
3 = Bramstenge
4 = Wanten
5 = Marssaling und Wanten
6 = Bramsaling und Wanten

### Aufbau der Masten

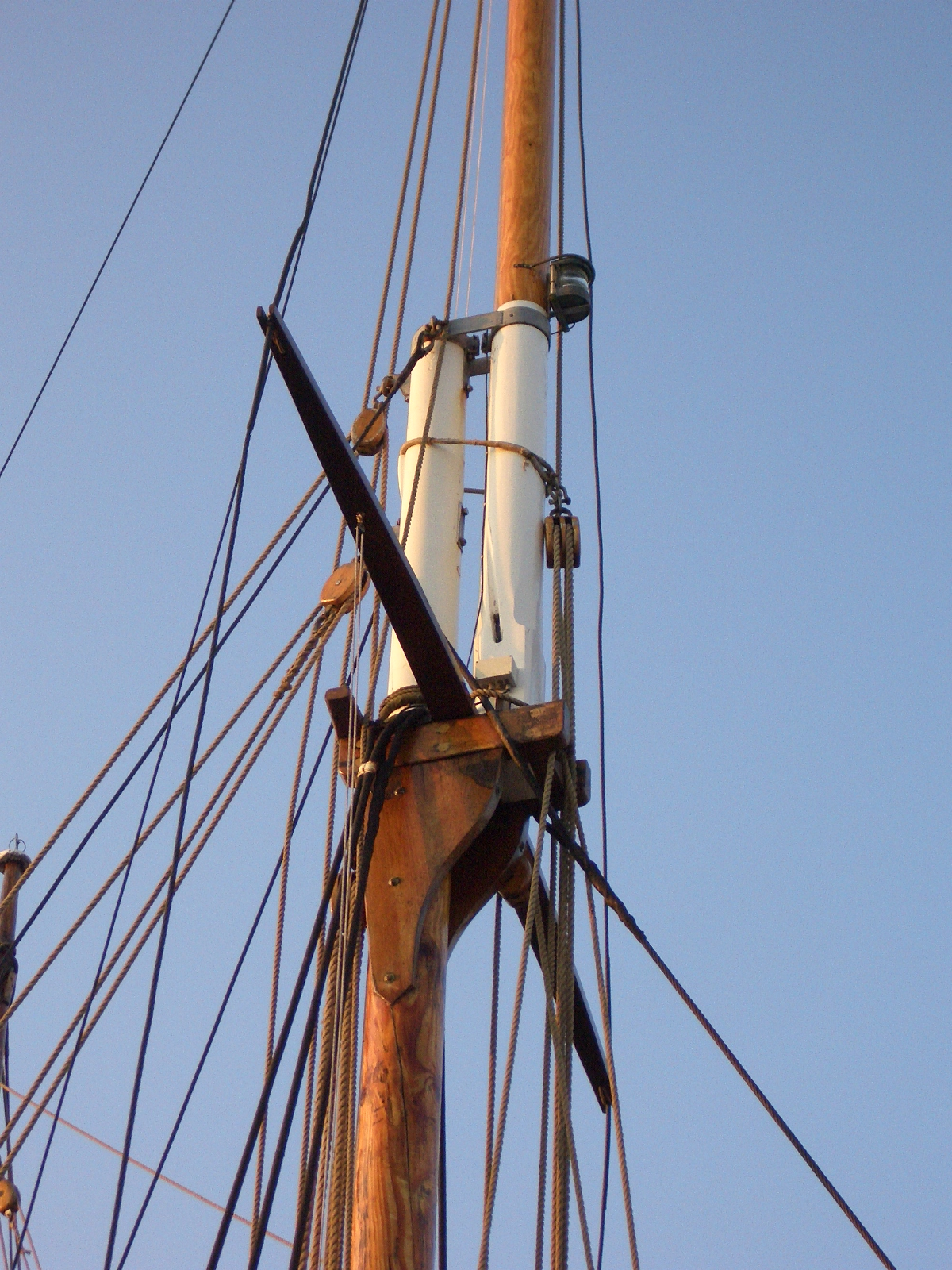
Masttopp mit Saling und eisernem Eselshaupt

Masten bestanden anfänglich lediglich aus einem gerade gewachsenen Baumstamm. Diese Mastform wird Pfahlmast genannt.
Schon im 16. Jahrhundert wurden die Masten im Querschnitt aus mehreren Holzstücken zusammengesetzt und mit Wuhlingtauen und Eisenringen zusammengehalten (gebaute Masten).
Um eine größere Höhe zu erreichen, wird der Untermast mittels Stengen verlängert, so kann vom Kiel aus gemessen eine Gesamtlänge von bis zu 60 Metern erreicht werden. Diese Masten werden als angesetzte Masten oder geteilte Masten bezeichnet.
Der untere, bis zum Kiel des Schiffsrumpfes reichende Teil heißt Untermast, darüber folgen eine oder mehrere Stengen. Die erste Stenge ist die Marsstenge, darüber folgt die Bramstenge. Auf stählernen Großseglern bestanden der Untermast und die Marsstenge oft aus einem Stahlrohr, die Bramstenge meist aus Holz. Am Topp trägt der Untermast auf der Saling eine Mars genannte Plattform. Von dieser Saling beginnen die Wanten der Marsstenge. Diese Anordnung wiederholt sich bei der Bramstenge.
Die Kräfte der Besegelung auf die Mastkonstruktion werden durch stehendes und laufendes Gut in die Rumpfkonstruktion eingeleitet, nach vorn und achtern (hinten) durch Stage, seitlich durch Wanten beziehungsweise Pardunen.
Um den Seeleuten das Aufentern (Hinaufsteigen) in die Takelage zu ermöglichen, was insbesondere zur Bedienung von Rahseglern notwendig ist, können in die Wanten, wie Sprossen einer Leiter, Webleinen eingeknotet sein. Der Knoten Webeleinenstek hat daher seinen Namen.
Das obere Ende eines Schiffsmastes heißt Masttopp, den oberen Abschluss hingegen nennt man Flaggenknopf.
Traditionell wird beim Bau eines Segelschiffes eine Münze unter den Mast gelegt; dieser Brauch wird auch heute noch gepflegt.

## Bezeichnungen und Reihenfolge

### Vorbemerkung
Die englische Terminologie der Schiffsmasten unterscheidet sich von dem deutschen System. Dies ist insofern erwähnenswert, als es im angelsächsischen System in bestimmten Bereichen keine Einheitlichkeit gab, sich die Benennung aber auf deutsche Schiffe auswirkte. Weil zum Beispiel nie Sechs- oder gar Siebenmaster für deutsche Reedereien gebaut wurden, gibt es keine ursprünglich deutschen Bezeichnungen für die englischen Begriffe „jigger mast“, „driver mast“ und „pusher mast“.
In der englischen Terminologie der Schiffsmasten erscheint der Kreuzmast als „mizzen mast“ und ist der Mast hinter dem „main mast“ (wörtlich: Hauptmast („Großmast“ im deutschen System)). Nach dem angelsächsischen System folgt hinter dem „mizzen mast“ auf Viermastvollschiffen (als letzter) und Schiffen mit mehr als vier Masten (Barken, Gaffelschonern, Barkentinen) als vierter Mast der „jigger mast“ (Tänzermast).
Bei den deutschen Fünfmastrahseglern (Potosi, Preußen, R.C. Rickmers) kam gegenüber den Viermastschiffen der Mittelmast hinzu. Bei der Reederei F. Laeisz hieß der vierte Mast zu Ehren des Gründers „Laeisz-Mast“.
Bei Sechsmastern (Gaffelschoner, Schonerbarken) heißt der fünfte Mast „driver mast“ (Treibermast). Der letzte Mast bei allen Barken, Schonern und Barkentinen war der „spanker mast“ (Besanmast). Da es im englischen Mastbenennungssystem keine Einheitlichkeit gab, wurde manchmal auch der „spanker mast“ vor den „driver mast“ gesetzt.
Je nach Takelung werden die Masten von vorn nach hinten gesehen wie folgt bezeichnet:

### Einmaster
- Mast/Großmast

### Zweimaster
- Fockmast, Großmast – falls der vordere Mast kleiner ist als der hintere (z. B. Schoner)
- Großmast, Besanmast – falls der hintere Mast kleiner ist als der vordere (z. B. Ketsch, Yawl)

### Dreimastschiffe
- Fock-, Groß-, Kreuz-/Besanmast

### Viermastschiffe
- Fock-, Groß-, Achter-/Haupt-, Kreuz-/Besanmast

In Deutschland gibt es seit dem ausgehenden 19. Jahrhundert eine Tendenz, den letzten Mast eines Vollschiffes Kreuzmast und den entsprechenden bei einer Bark Besanmast zu nennen. Auch kam es vor, dass der dritte Mast einer Viermastbark als Kreuzmast bezeichnet wurde, obwohl dessen Brassen nach achtern zum Besanmast gefahren wurden (siehe zur Namensherkunft den Artikel Kreuzmast). Vor dieser Zeit waren die Bezeichnungen Besan und Kreuz synonym in Gebrauch.

### Fünfmastschiffe
Für Fünfmastschoner und 5-Mast-Schonerbarken galten folgende Bezeichnungen: 
- Fock-, Groß-, Mittel-, Achter-/Haupt-, Kreuz-/Besanmast
- Fock-, Groß-, Kreuz-, Tanzer-/Jager-, Besanmast (deutsch nach englischem System)
  - fore, main, mizzen, jigger, spanker mast (englisches System)

Für den Sonderfall der sogenannten Vinnen-Schoner mit ihrer speziellen Takelung galt folgende Reihenfolge:
- Fock-, Groß-, Mittel-, Kreuz-, Besanmast

Hauptsächlich, d. h. an mindestens vier Masten, rahgetakelte Fünfmaster gab es bisher nur neun, sieben Barken und zwei Vollschiffe. Die Mastfolgen entsprechen nicht immer denen bei Schonern und Schonerbarken. Im Folgenden sind die Mastfolgen bei den neun Schiffen in der jeweiligen Bordsprache tabelliert.
| Schiffsname    | 1. Mast                           | 2. Mast                            | 3. Mast                                  | 4. Mast                                  | 5. Mast                             | Stapellauf | Takelage   | Sprache                      |
| -------------- | --------------------------------- | ---------------------------------- | ---------------------------------------- | ---------------------------------------- | ----------------------------------- | ---------- | ---------- | ---------------------------- |
| France I       | mat de misaine                    | grand mât avant                    | grand mât central                        | grand mât arriere                        | mât d‘artimon                       | 1890       | Bark       | französisch                  |
| Maria Rickmers | Fockmast                          | Großmast                           | Mittelmast                               | Achtermast                               | Besanmast                           | 1891       | Bark       | deutsch                      |
| Potosi         | Fockmast                          | Großmast                           | Mittelmast                               | Laeisz-Mast                              | Besanmast                           | 1895       | Bark       | deutsch                      |
| Preußen        | Fockmast                          | Großmast                           | Mittelmast                               | Laeisz-Mast                              | Besanmast                           | 1902       | Vollschiff | deutsch                      |
| R. C. Rickmers | Fockmast                          | Großmast                           | Mittelmast                               | Achtermast                               | Besanmast                           | 1906       | Bark       | deutsch                      |
| France II      | mat de misaine                    | grand mât avant                    | grand mât central                        | grand mât arriere                        | mât d‘artimon                       | 1911       | Bark       | französisch                  |
| København      | fokkemast                         | stormast                           | mitlermast                               | krydsmast                                | mesanmast                           | 1921       | Bark       | dänisch                      |
| Royal Clipper  | Fockmast fore-mast mat de misaine | Großmast main-mast grand mât avant | Mittelmast middle-mast grand mât central | Achtermast mizzen-mast grand mât arriere | Besanmast jigger-mast mât d‘artimon | 2000       | Vollschiff | deutsch englisch französisch |
| Golden Horizon | fore-mast                         | main-mast                          | mizzen-mast                              | jigger-mast                              | spanker-mast                        | 2019       | Bark       | englisch                     |

### Sechsmastschiffe
Es gab eine Reihe sechsmastiger Schonerbarken, die in den USA gebaut wurden. Die Mastenfolge ist: 
- Fock-, Groß-, Kreuz-, Tanzer- (Jager-), Treiber-, Besanmast (deutsch nach englischem System)
  - fore, main, mizzen, jigger, driver, spanker mast (englisches System).

### Siebenmastschiff
Unter den Großseglern gab es nur ein Siebenmastschiff, den Schoner Thomas W. Lawson. Für die Masten gab es mehr als zehn verschiedene Benennungssysteme (Siehe Hauptartikel Thomas W. Lawson). Hier ist lediglich das deutsche aufgeführt.
- Fock-, Groß-, Haupt-, Mittel-, Achter-, Kreuz-, Besanmast.

## Maschinengetriebene Schiffe
Auf maschinengetriebenen Schiffen dienen Masten als Träger von beispielsweise
- Signalflaggen, -körpern oder -lichtern
- Flaggen des eigenen Landes, ggf. des Gastlandes und der Reederei
- Antennen für Radar, GPS, Telekommunikation, Funkpeiler und weitere Anwendungen
- Anlagen zur Ortung, Aufklärung, Feuerleit-Technik und Kommunikation auf Marineschiffen
- Windmessern
- akustischen Signalgebern wie dem Nebelhorn oder der Glocke und
- Ausgucksplattformen

Darüber hinaus gibt es auch motorgetriebene Schiffe (meist kleine Fischerboote), die ein kleines Stützsegel am Mast fahren, das allerdings nicht dem Vortrieb dient, sondern lediglich der Dämpfung von Rollbewegungen im Seegang.

## Treidelmast

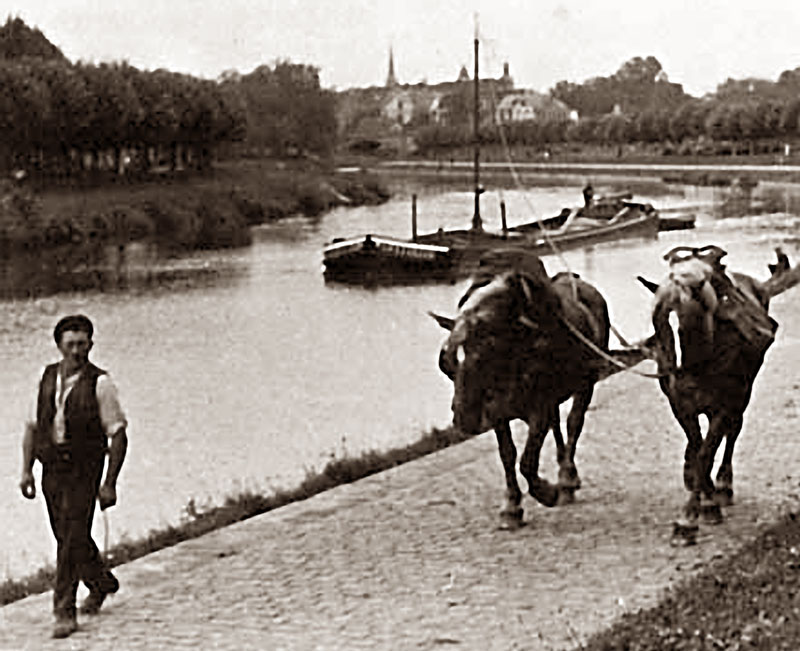
Treidelpferde ziehen das Seil, das am etwa 10 m hohen, abgespannten Treidelmast im Vorschiff befestigt ist – um 1880/1890

Der Treidelmast der Binnenschiffe diente der Befestigung der Zugseile, die vom Ufer aus durch Menschen oder Zugtiere gezogen wurden (Treideln). Seine Höhe ergibt sich aus der Notwendigkeit, dass das unter der Zugkraft gespannte, doch unter seinem Eigengewicht durchhängende Zugseil weder andere Wasserfahrzeuge, die Wasseroberfläche oder das Ufer samt möglicher Festmacher berührt.

## Geschichte

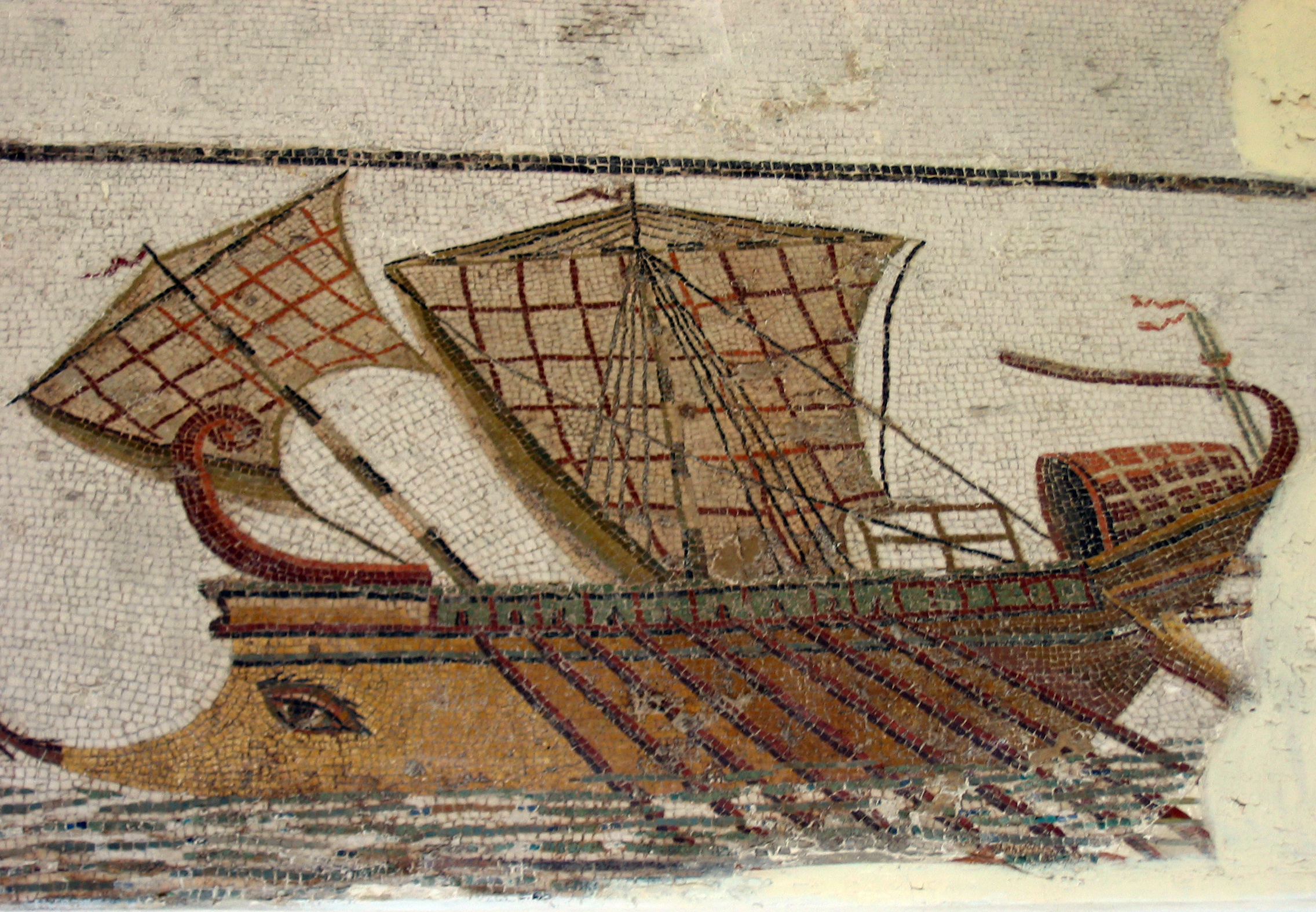
Römische Triere mit stark geneigtem Fockmast

Die Idee, ein Segelschiff mit einem zweiten Mast auszustatten, um die Fahrtgeschwindigkeit zu erhöhen und die Segeleigenschaften zu verbessern, wurde erstmals im nördlichen Mittelmeerraum mit der Einführung des Fockmasts umgesetzt: Der älteste Zweimaster findet sich auf einer etruskischen Pyxis aus Caere (Italien) aus der Mitte des 7. Jahrhunderts v. Chr. abgebildet. Sie zeigt ein Kriegsschiff mit gerefftem Großsegel, wie es eine gegnerische Galeere unter Einsatz eines Focksegels attackiert. Ein großes Focksegel an einem nahezu senkrechten Fockmast wird in einer etruskischen Grabmalerei von 475–450 v. Chr. wiedergegeben. Ein artemon (griechisch für Focksegel), das an die Größe des Hauptsegels heranreicht, ziert einen korinthischen Krater aus dem späten 6. Jahrhundert v. Chr., aber gemeinhin begnügten sich bis ins 4. Jahrhundert v. Chr. griechische Langschiffe mit dem Großmast.
Auf römischen Galeeren, wo das Vorsegel recht häufig zum Einsatz kam, wurde der Mast typischerweise in einem Winkel von ungefähr 45° über den Bug geneigt, wodurch er dem späteren Bugspriet ähnelte; das kleine Rahsegel scheint weniger zum Vortrieb denn als Steuerhilfe aufgezogen worden zu sein. Obgleich Bildzeugnisse unsere wichtigste Quelle darstellen, kann der Nachweis von Fockmasten auch archäologisch durch Mastspuren erbracht werden, die sich für einen Großmast zu dicht am Bug befinden.

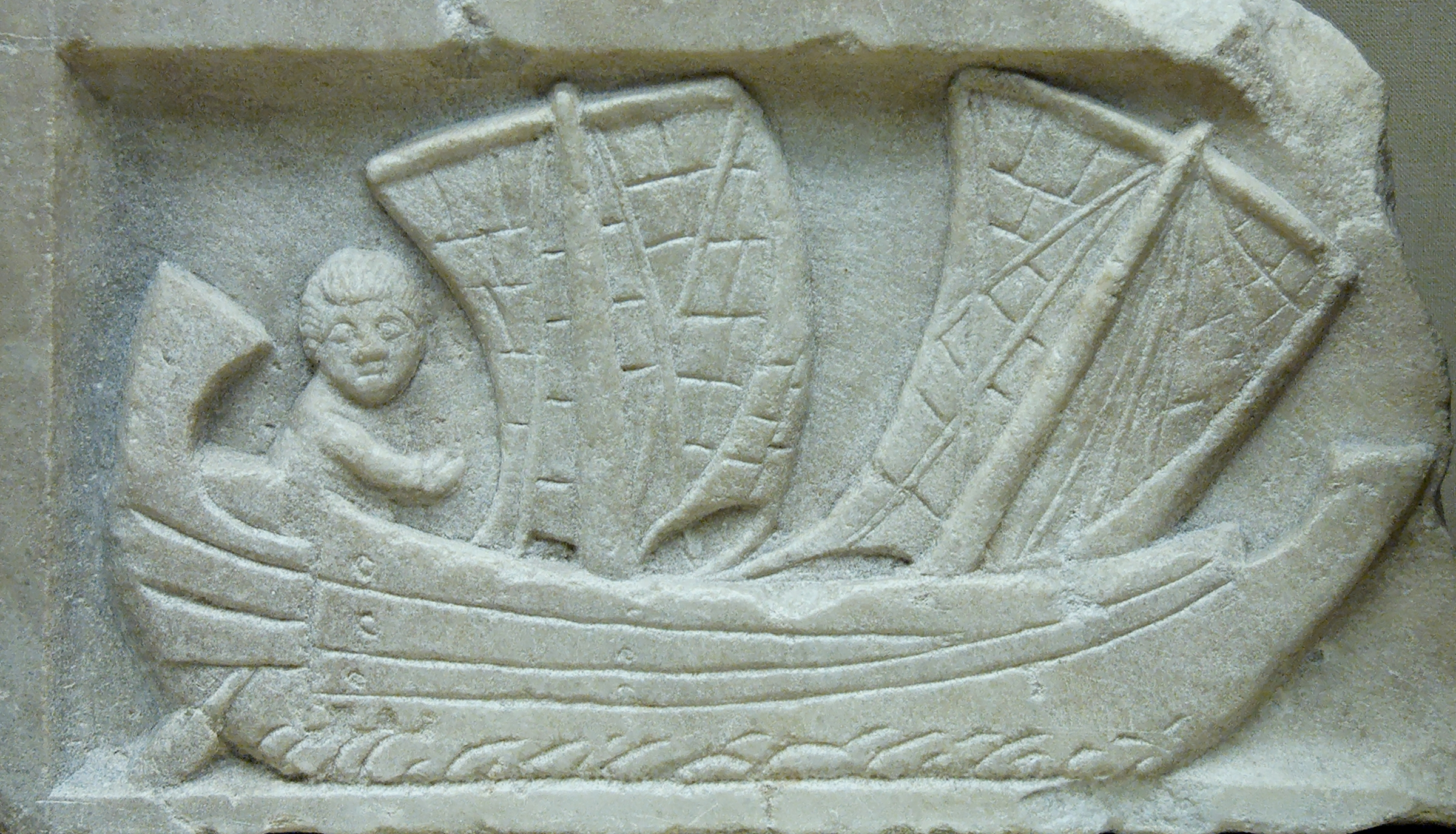
Römisches Handelsschiff (corbita) mit Groß- und Fockmast unter Segeln

Das artemon entwickelte sich in römischer Zeit mit dem Großsegel und dem Toppsegel zusammen zur Standard-Besegelung von Hochseeschiffen, die auf den größten Frachtschiffen noch um ein Besansegel ergänzt wurde. Die ersten bekannten Dreimaster sind die riesige Syracusia, ein Prachtschiff, das um 240 v. Chr. von König Hieron II. in Auftrag gegeben und von Archimedes entworfen wurde, sowie weitere Großschiffe der Handelsflotte von Syrakus. Unter den kaiserlichen Getreidetransportern, die zwischen Alexandria und Rom verkehrten, befanden sich auch solche mit drei Masten. Ein Mosaik in Ostia von ca. 200 n. Chr. zeigt ein dreimastiges Frachtschiff, wie es in den Hafen von Rom einläuft. Spezielle Wasserfahrzeuge trugen bisweilen wesentlich mehr Masten: Theophrastus (Hist. Plant. 5.8.2) berichtet, wie die Römer mithilfe eines von fünfzig Segeln angetriebenen Riesenfloßes Bauholz aus Korsika über das Meer heranbrachten.

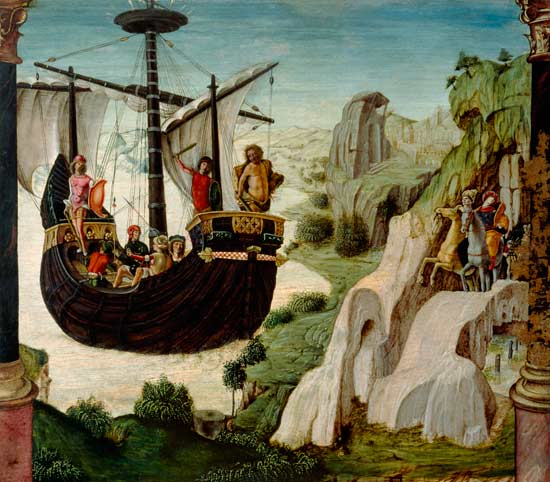
Dreimaster der Renaissancezeit von Lorenzo Costa der Ältere

Die gesamte Antike hindurch blieb die Segelfläche von Focksegel und Besansegel deutlich hinter der des Großsegels zurück, war aber immerhin noch groß genug, um alles laufende Gut zur Funktion zu benötigen. In der Spätantike verlor der Vormast den Großteil seiner Neigung und ragte auf einigen Schiffen fast senkrecht in die Höhe.
Bis zum Anbruch des Frühmittelalters durchlief die Takelung in der mediterranen Schifffahrt einen tiefgreifenden Wandel: das Lateinsegel, das ursprünglich auf kleineren griechisch-römischen Wasserfahrzeugen verwendet wurde, trat an die Stelle des antiken Rahsegels, das bis zum 14. Jahrhundert fast völlig von der Bildfläche verschwinden sollte (wohingegen es auf nordischen Seglern weiterhin vorherrschte). Die Dromone, die lateingetakelte Hauptkampfgaleere der byzantinischen Marine, besaß sehr wahrscheinlich zwei Masten, einen größeren Vormast und einen mittschiffs. Die Mastlängen werden auf ungefähr zwölf bzw. acht Meter geschätzt, etwas geringer als die der sizilianischen Kriegsgaleeren der Zeit.
Mehrmastige Segler tauchten im Mittelmeer wieder im Spätmittelalter auf. Die Schiffsgrößen nahmen stetig zu und mit der wachsenden Tonnage stieg auch der Bedarf nach weiteren Masten, um die Seetüchtigkeit zu gewährleisten. Anders aber als in der Antike wurde auf mittelalterlichen Zweimastern zunächst der Besanmast eingeführt, der sich auf Abbildungen aus Venedig und Barcelona bis mindestens zur Mitte des 14. Jahrhunderts zurückverfolgen lässt. Um den Segelplan auszutarieren, bestand der nächste logische Schritt darin, einen Mast vor dem Hauptmast hinzuzufügen, welcher zuerst auf einer katalanischen Tintenzeichnung von 1409 abgebildet ist. Mit der Etablierung des Dreimasters in der europäischen Schifffahrt, angetrieben von Rah- und Lateinersegeln und gesteuert durch ein scharniertes Heckruder, war zu Beginn des 15. Jahrhunderts die technische Grundlage gegeben, um zu den großen Entdeckungsfahrten aufzubrechen.

## Schiffsmasten und Brücken
Masten sind mitunter klappbar oder einfahrbar ausgeformt, um überkopf liegende Hindernisse wie Brücken unterfahren zu können. Kritisch niedrig liegende Brücken können mit einer wasserstandsabhängigen Anzeige des Freiraums über dem Wasserspiegel ausgestattet sein. Damit Schiffe mit hohen Masten passieren und Verkehrswege über Brücken dennoch in tiefer Lage ein Gewässer queren können, wurden Hub-, Dreh- und Klappbrücken errichtet und zeitweise für den Schiffsverkehr geöffnet.